# La Vilella Alta
La Vilella Alta è un comune spagnolo di 132 abitanti situato nella comunità autonoma della Catalogna.